# Kế hoạch Barbarossa
Kế hoạch Barbarossa là văn kiện quân sự-chính trị có tầm quan trọng đặc biệt do Adolf Hitler và các cộng sự của ông trong Đế chế Thứ Ba vạch ra. Nằm trong chiến lược mở rộng "không gian sinh tồn" của "chủng tộc Aryan" ra toàn cầu, kế hoạch đó dự kiến các phương án tấn công Liên bang Xô Viết, tiêu diệt chủ nghĩa xã hội; chiếm lĩnh các vùng đất đai nông nghiệp màu mỡ, các khu công nghiệp, các mỏ dầu, quặng, than đá và nhiều tài nguyên khác để phục vụ cho mục tiêu chinh phục toàn thế giới. Đây là kế hoạch quân sự - chính trị chứa đựng những tham vọng lớn nhất của mọi thời đại và cũng là kế hoạch quân sự - chính trị lớn nhất bị phá sản thông qua con đường chiến tranh. Trong đó, Liên bang Xô Viết đóng vai trò quyết định trực tiếp và quan trọng.
Dưới đây là văn bản Chỉ thị số 21 về Kế hoạch Barbarossa của nước Đức Quốc xã:

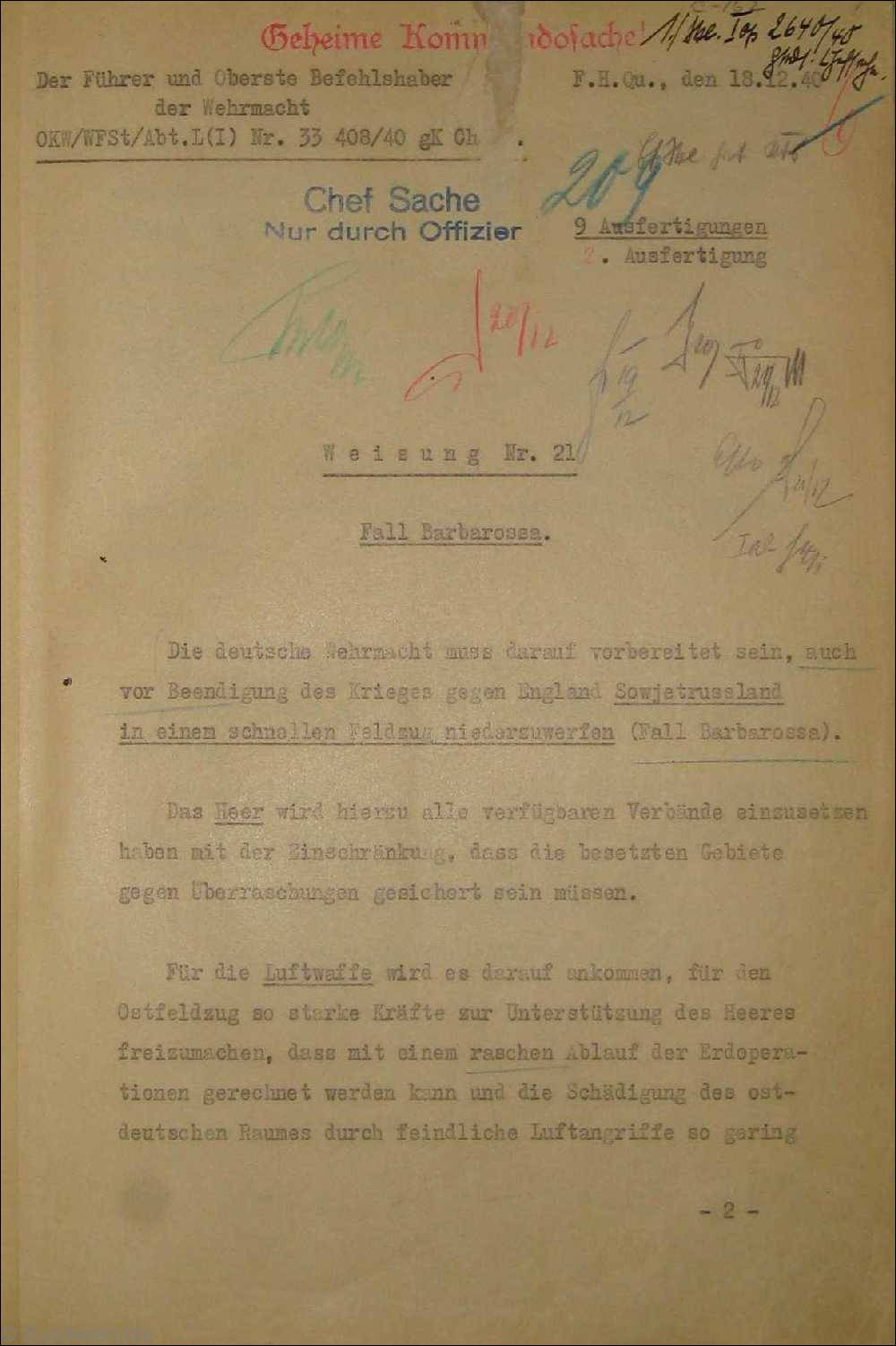
Trang 1
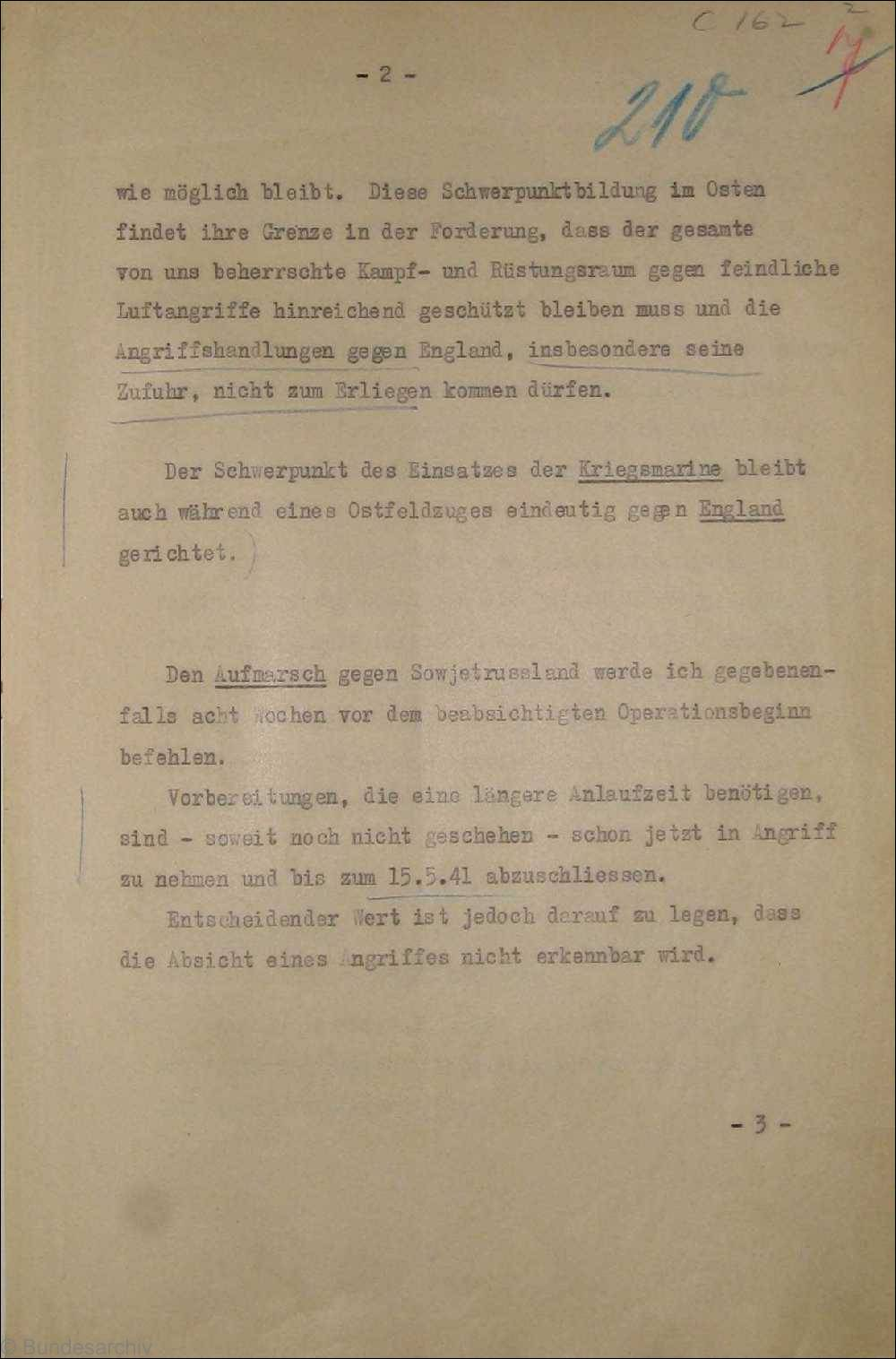
Trang 2
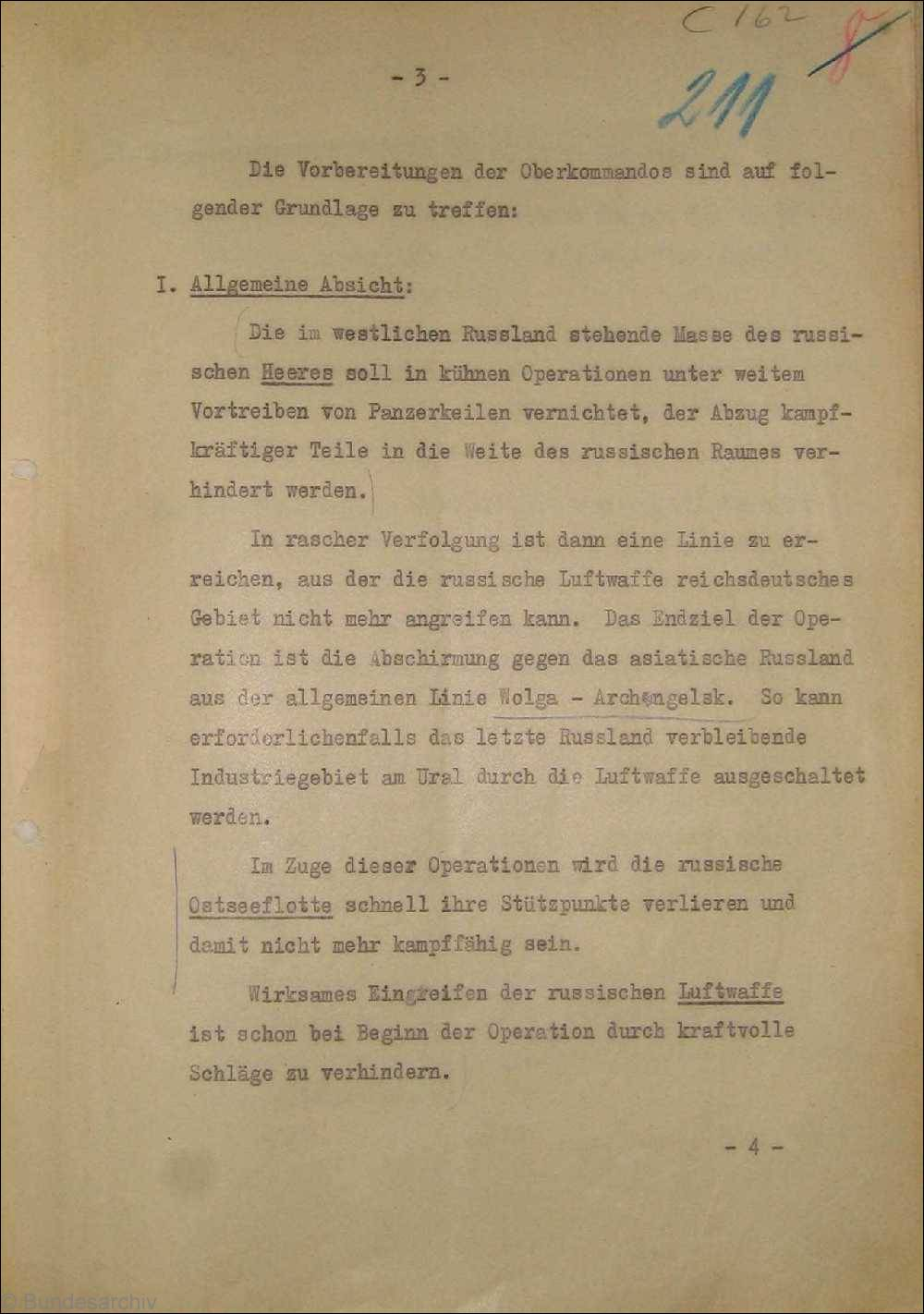
Trang 3
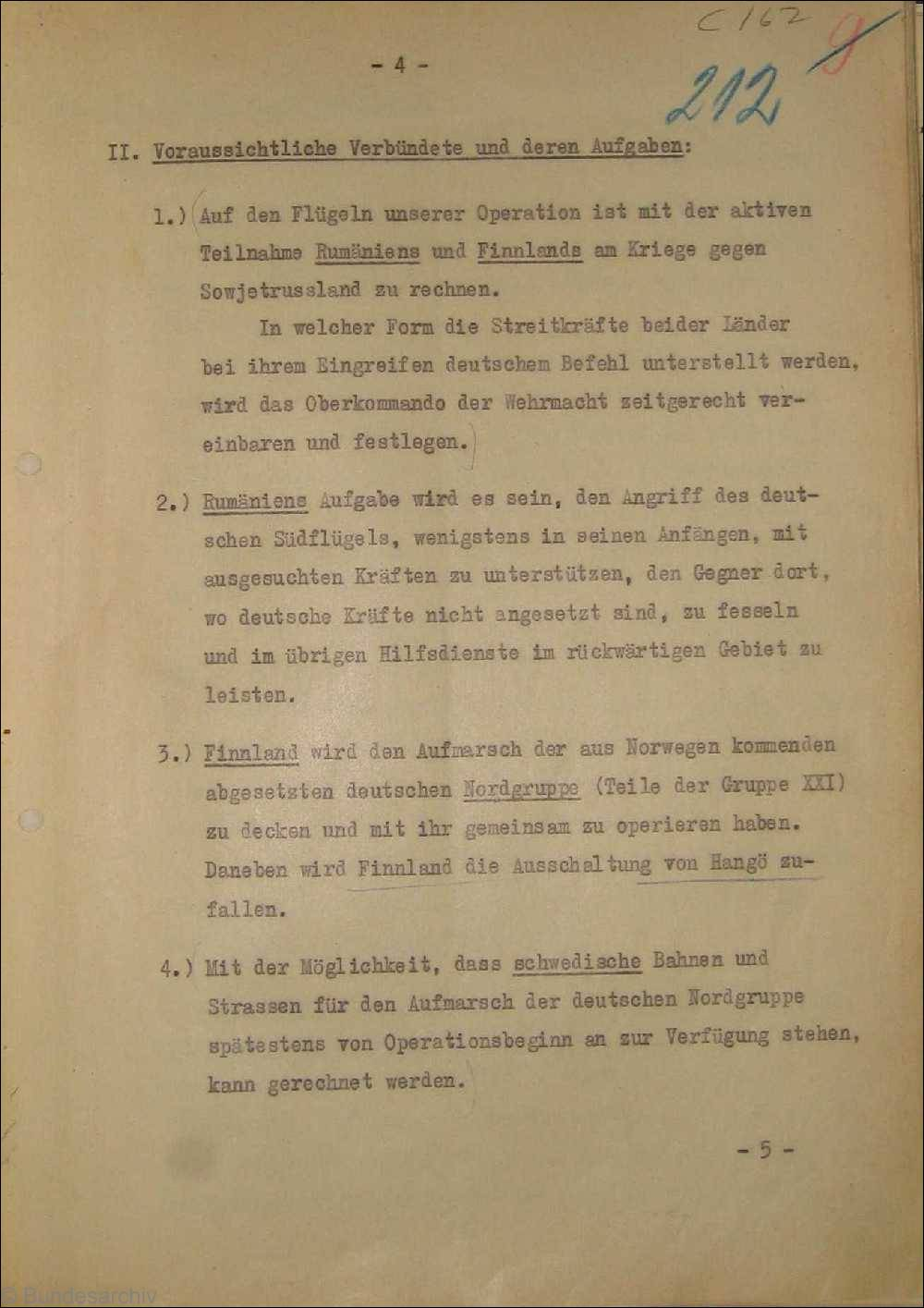
Trang 4
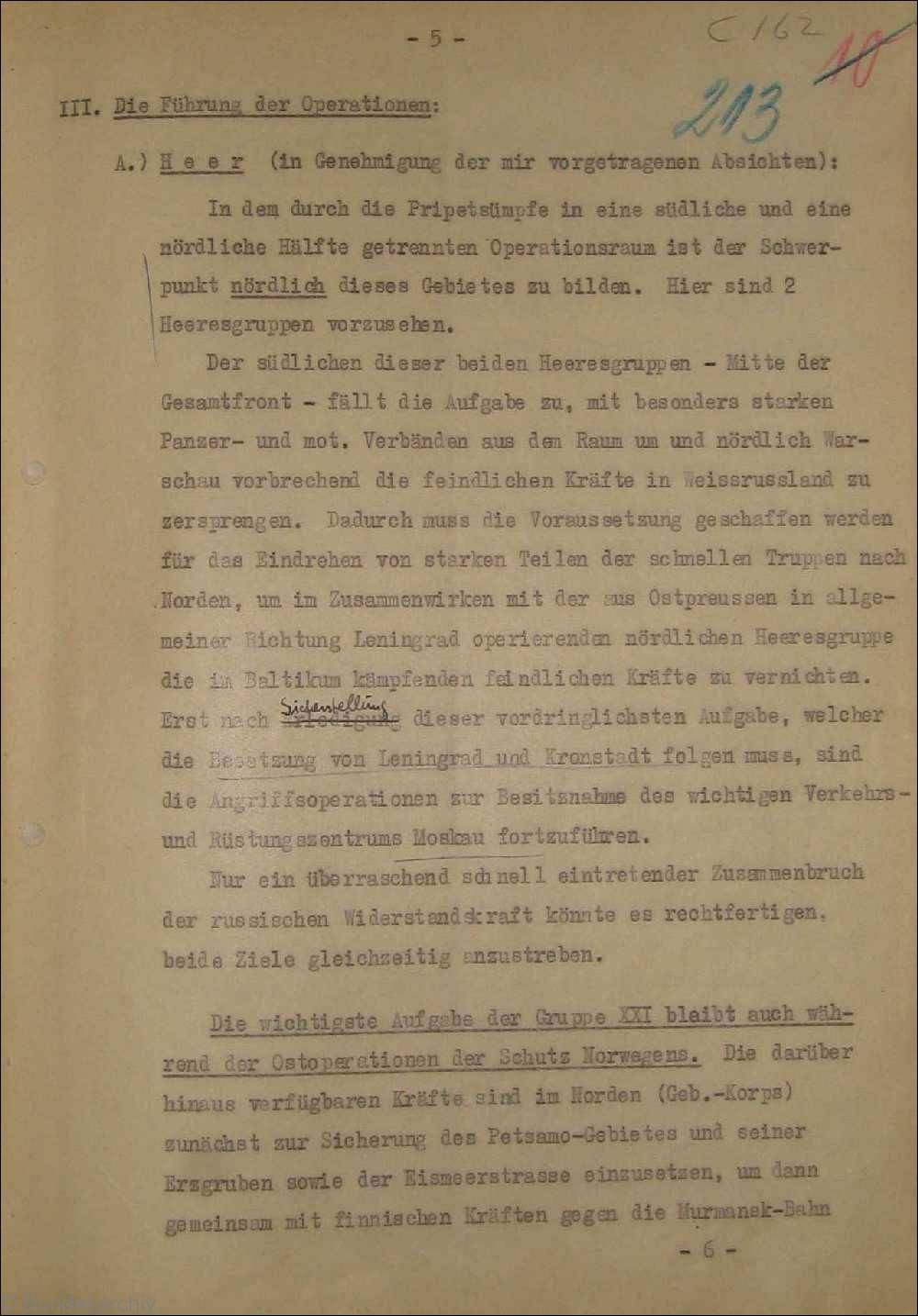
Trang 5
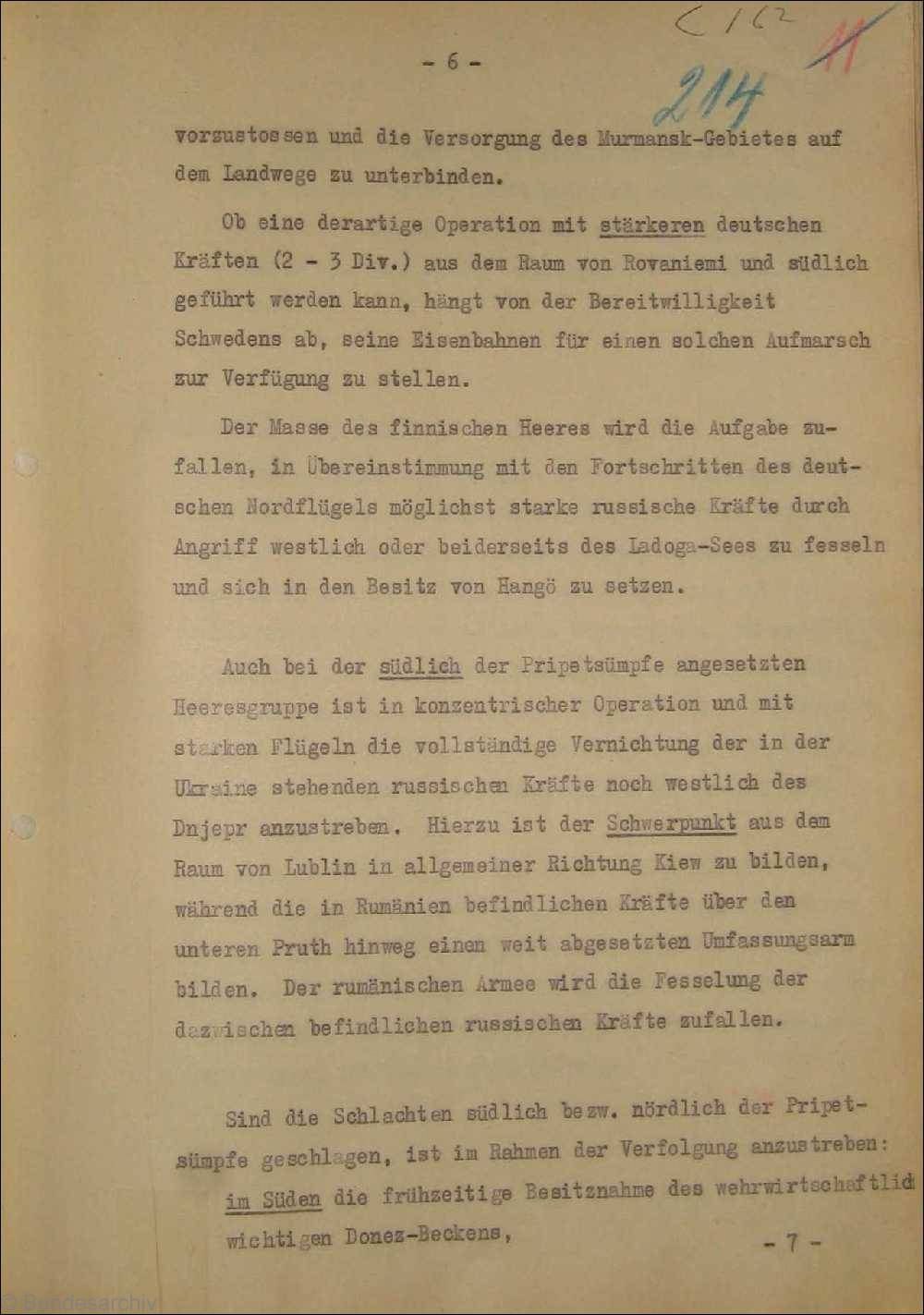
Trang 6
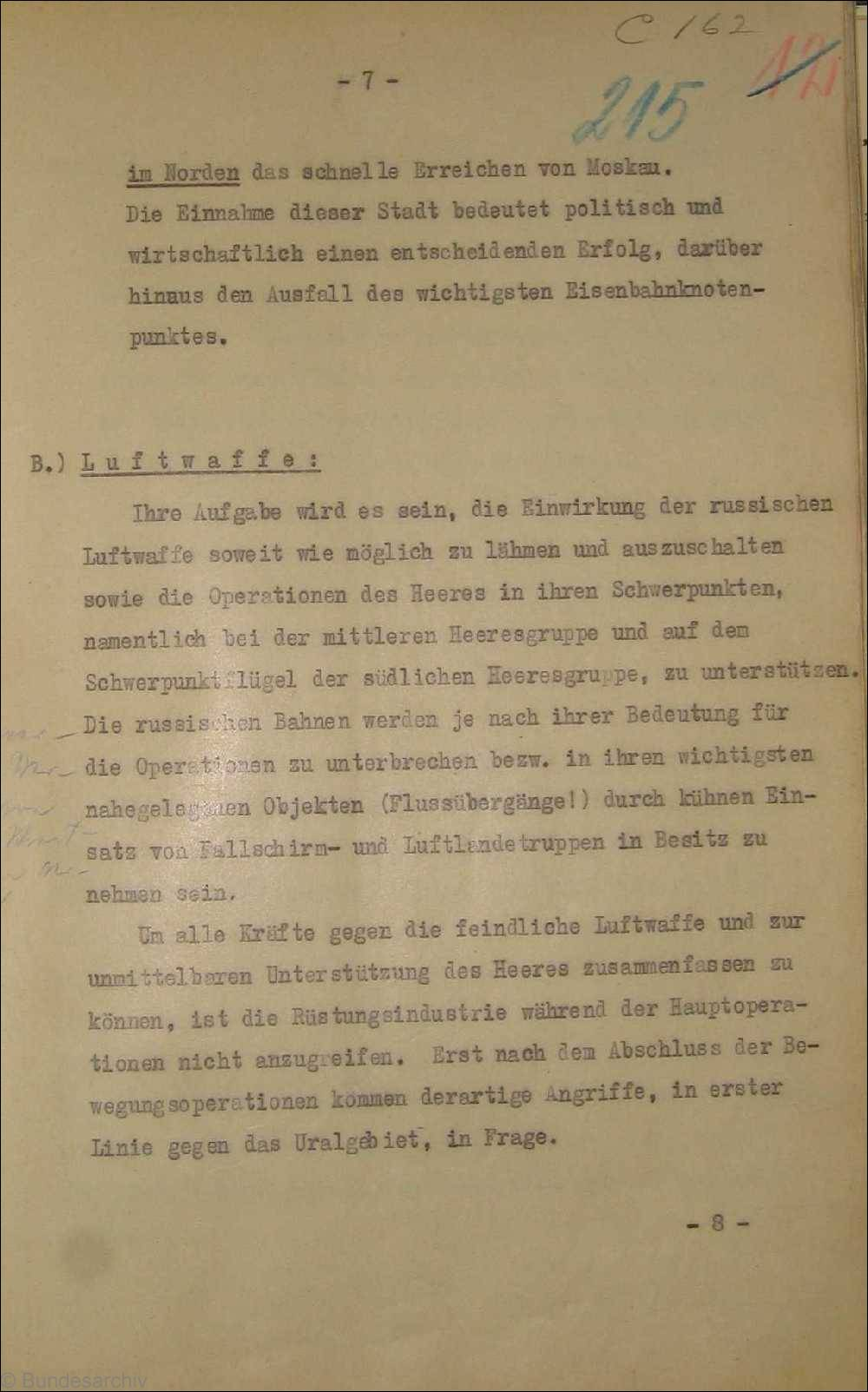
Trang 7
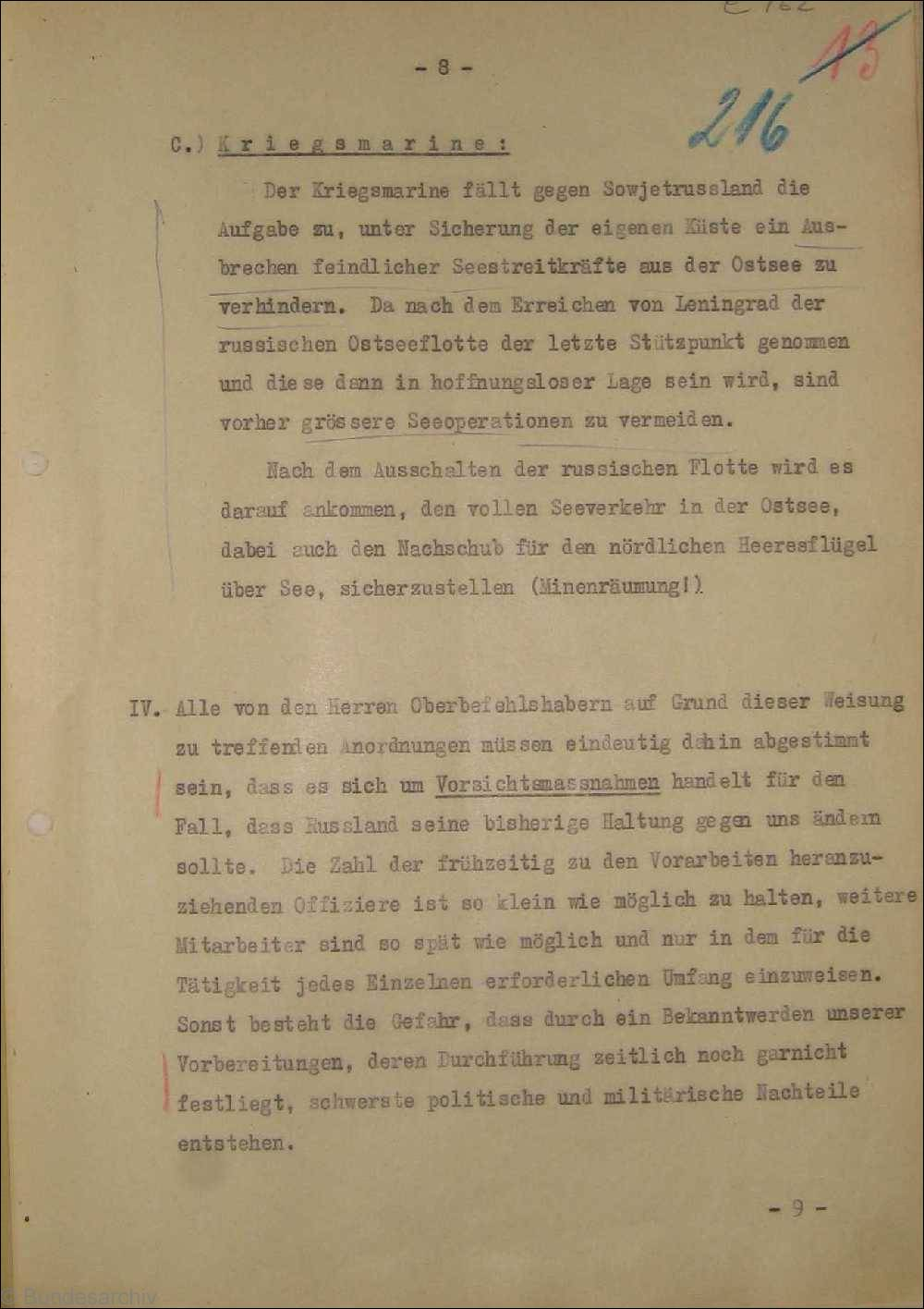
Trang 8
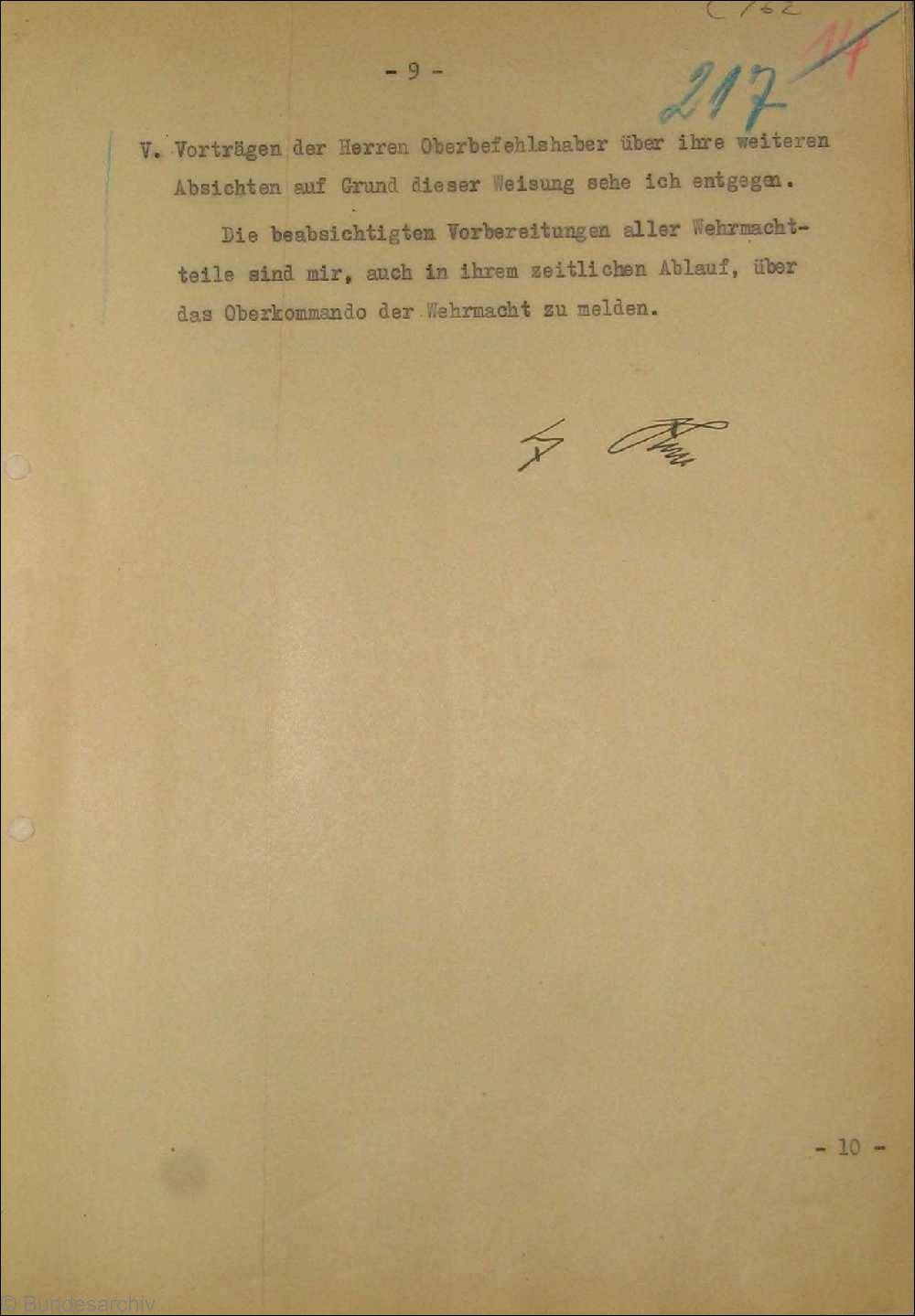
Trang 9

## Những tính toán chính trị-quân sự

### Ý đồ của Hitler và các cộng sự
Ngay từ trong tác phẩm Mein Kampf của mình (viết năm 1933 khi đang ngồi tù sau vụ "Bạo động tiệm bia"), Hitler đã xác định cụ thể "không gian sinh tồn" sẽ được tìm thấy ở phương Đông. Hệ tư tưởng của chủ nghĩa phát xít Đức xem Liên Xô như là một vùng đất của "dân tộc hạ đẳng" (untermensch) Slav, bị những người Bolshevik Do Thái thống trị. Mein Kampf cũng khẳng định rằng, vận mệnh của nước Đức là tổ chức một cuộc "Đông tiến" như nó đã từng làm "sáu trăm năm về trước" và "sự cáo chung của chế độ thống trị của người Do Thái cũng sẽ là sự cáo chung của nước Nga với tư cách là một quốc gia". Tiếp đó, Hitler lại đề cập đến một cuộc chiến không thể tránh khỏi chống lại "chủ nghĩa Đại Xlavơ" và kẻ chiến thắng trong cuộc chiến này sẽ trở thành "người thống trị vĩnh viễn của thế giới"." Do đó, chính sách của nhà nước phát xít Đức là phải giết, trục xuất, nô lệ hóa người Nga cũng như các dân tộc Xlavơ, đồng thời đưa người Đức đến sống ở các vùng đất cũ của người Xlavơ.
"Danh tiếng" của Stalin lại càng khiến Đức Quốc xã củng cố thêm quyết định tấn công Liên Xô và niềm tin của họ vào sự chiến thắng. Vào cuối thập niên 1930, cuộc Đại Thanh trừng của Stalin đã khiến rất nhiều tướng lĩnh tài năng của Liên Xô bị tù oan hoặc bị chết oan, điều này khiến Hồng quân Liên Xô trở nên suy yếu và lâm vào tình trạng thiếu hụt những cán bộ lãnh đạo giỏi. Bộ máy tuyên truyền của chế độ phát xít Đức cũng thường xuyên thổi phồng sự "tàn bạo" của chính quyền Xô Viết trong chiến dịch tuyên truyền chống lại các dân tộc Xlavơ. Họ cũng thường xuyên tuyên truyền rằng Hồng quân Liên Xô đang chuẩn bị một cuộc tấn công xâm lược Đức, vì vậy cuộc xâm lược của Đức được xem như chiến tranh ngăn ngừa.
Vào ngày 5 tháng 12 năm 1940, Hitler nhận được các kế hoạch quân sự về cuộc xâm lược, ông chuẩn y cho tất cả, với thời điểm bắt đầu là tháng 5 năm 1941. Ngày 18 tháng 12 năm 1940, Hitler ký Chỉ thị Chiến tranh số 21 dành cho Bộ Tổng tư lệnh tối cao các lực lượng vũ trang của Đế chế Đức về một chiến dịch mang mật danh Chiến dịch Barbarossa, mở đầu bằng câu: "Wehrmacht (quân đội) cần phải chuẩn bị cho việc nghiền nát nước Nga Xô Viết trong một chiến dịch chớp nhoáng." Tên của chiến dịch, Barbarossa (trong tiếng Đức có nghĩa là "râu đỏ"), đặt theo biệt hiệu của Hoàng đế Frederick I của Thánh chế La Mã, người cầm đầu quân Thập tự Đức trong Cuộc Thập tự chinh lần thứ 3 (1189–1192). Ngày bắt đầu chiến dịch được ấn định là 15 tháng 5 năm 1941. Về phía Liên Xô, trong một cuộc nói chuyện với các tướng lãnh, Iosif Stalin đã đề cập đến ý đồ của tấn công Liên Xô của Hitler trong cuốn Mein Kampf, và ông cho rằng Liên Xô lúc nào cũng sẵn sàng đáp trả cuộc tấn công xâm lược của Đức, ông cũng cho rằng Hitler luôn nghĩ quân Liên Xô cần phải mất nhiều năm mới có thể sẵn sàng cho một cuộc tấn công như vậy. Vì vậy, Stalin cho rằng "chúng ta phải ở trong tình trạng sẵn sàng sớm hơn rất nhiều" và "chúng ta sẽ cố gắng trì hoãn cuộc tấn công này thêm hai năm nữa."
Mùa thu 1940, các sĩ quan quân sự cao cấp của Đức soạn một bức giác thư có nội dung đề cập đến những rủi ro sẽ xảy đến khi Đức Quốc xã tiến hành một cuộc tấn công xâm lược Liên Xô. Họ cho rằng Ukraina, Belorussia và các quốc gia vùng Ban Tích rồi sẽ trở thành gánh nặng cho nền kinh tế Đức. Một sĩ quan Đức khác cho rằng ở thời điểm hiện tại, nhà nước Liên Xô tỏ ra vô hại đối với Đức và vì vậy việc chiếm đóng Liên Xô không đem lại bất cứ lợi ích gì cho Đức.
Hitler bỏ ngoài tai tất cả những lời khuyên can ấy, và ông ta lệnh cho Herman Goering "bất cứ ai ở tất cả các phe luôn luôn làm dấy lên những nỗi lo sợ về kinh tế chống lại mối đe dọa về một cuộc chiến tranh với Nga. Kể từ bây giờ ông ta không thèm nghe bất cứ ý kiến nào như vật nữa và đóng chặt cả hai tai để đầu óc ông ta được yên tĩnh." Lệnh này được truyền cho Tướng Georg Thomas, người lâu nay đã chuẩn bị các báo cáo về các hậu quả tiêu cực của việc chiếm đóng Liên Xô - rằng việc này rốt cuộc sẽ gây ra sự suy kiệt cho nền kinh tế trừ phi Liên Xô bị chiếm đóng nhưng vẫn còn nguyên vẹn.

### Một thắng lợi được ứng trước
| “ | Khi chiến dịch Barbarossa bắt đầu, cả thế giới sẽ nín thở và không dám nhận xét lời nào về nó. | ” |
|   |                                                                                                |   |

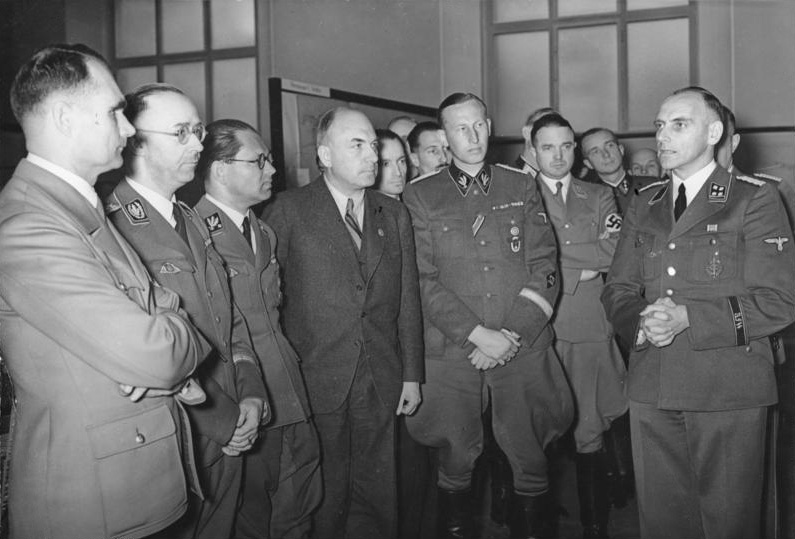
Rudolf Hess và những quan chức cấp cao khác của Đức tại cuộc triển lãm "Xây dựng và Hoạch định ở Phương Đông" của Himmler vào tháng 3 năm 1941

Vào đầu tháng 3 năm 1941, các bút lục của Goering trình bày chi tiết của kế hoạch sử dụng các cơ sở kinh tế của Liên Xô sau cuộc tấn công xâm lược. Toàn bộ dân cư của vùng thành thị Liên Xô ở các khu vực bị chiếm đóng sẽ bị bỏ đói cho tới chết, từ đó sẽ tạo ra thặng dư nông nghiệp để nuôi sống người Đức và giúp cho các thành phần dân cư thuộc tầng lớp thượng lưu Đức thế chỗ ở các thành thị. Trong phiên tòa Nuremberg năm 1946, Sir Hartley Shawcross cho rằng vào tháng 3/1941, cũng như các khu vực hành chính đã được thành lập trước, người ta cũng đã lên kế hoạch thành lập các khu vực sau ở phía đông nước Nga:
- Ural (Trung và Nam Ural và các khu vực lân cận, hình thành bởi việc tái tổ chức các vùng đất của Nga ở phía Tây dãy Ural)
- Tây Siberi (vùng Tây Siberia và Novosibirsk)
- Nordland (Các lãnh thổ Xô Viết trong vòng Bắc Cực: Tây Bắc (vùng bờ biển phía Bắc của Nga ở phía Tây dãy Ural) và Đông Bắc (vùng bờ biển Tây Bắc Siberia)

Mùa hè 1941, Alfred Rosenberg, nhà lý luận của chủ nghĩa phát xít Đức cho rằng những vùng đất của Liên Xô nên được phân chia thành các hiệp bang của đế chế (Reichskommissar) như sau:
- Reichskommissariat Ostland: Khu vực các quốc gia vùng Baltic và Belarus
- Reichskommissariat Ukraine: Ukraina và các khu vực kế cận
- Reichskommissariat Kaukasus: khu vực miền nam nước Nga và vùng Kavkaz
- Reichskommissariat Moskau: vùng đô thị Moskva và phần còn lại của lãnh thổ Nga nằm ở phía Tây dãy núi Ural
- Turkestan (các lãnh thổ của Liên Xô tại Trung Á)

Kế hoạch của phát xít Đức hòng tiêu diệt Liên Xô với tư cách là một thực thể chính trị tỏ ra phù hợp với thuyết địa chính trị "không gian sinh tồn" (Lebensraum) và "Đông tiến" (Drang nach Osten) nhằm phục vụ lợi ích của chủng tộc Aryan trong tương lai.
| “             | Chúng ta chỉ cần đá tung cái cửa là toàn bộ cơ cấu mục ruỗng đó sẽ sập đổ. | ” |
| —Adolf Hitler |                                                                            |   |

Mục đích của chiến dịch Barbarossa là tấn công, chiếm đóng Moskva và Leningrad - một chiến thắng mang tính chất biểu tượng; đánh chiếm toàn bộ vùng dầu mỏ nằm ở phía Nam Ukraina - một sự chiếm đóng mang tính chiến lược và kinh tế. Hitler và các tướng lĩnh của ông ta đã từng tranh cãi về việc ưu tiên cái nào trong ba mục tiêu trên. Và để đi tới quyết định cuối cùng thì cần có một sự thỏa hiệp. Bản thân Hitler luôn tự cho rằng mình là một thiên tài quân sự và chính trị, ông ta luôn nhấn mạnh yêu cầu của mình với các thuộc cấp: "Leningrad trước hết, vùng lòng chảo Donetsk là thứ hai, Moskva là thứ ba." Hitler đã thiếu kiên nhẫn để theo kịp tham vọng lâu dài của mình ở phía Đông, ông ta tin chắc rằng người Anh sẽ phải chủ động yêu cầu phía Đức hòa giải sau khi Đức Quốc xã ca khúc khải hoàn ở Liên Xô, khu vực mà người Đức thực sự thèm muốn. Trong hồi ký của mình, tướng Franz Halder ghi rằng với việc hủy diệt Liên Xô, Đức Quốc xã cũng sẽ hủy diệt luôn hy vọng chiến thắng của người Anh.
Hitler cũng đã tỏ ra quá tự tin sau những chiến thắng chớp nhoáng của quân đội phát xít Đức ở Tây Âu và sau khi chứng kiến những nhược điểm mà Hồng quân Xô Viết bộc lộ trong cuộc Chiến tranh Xô-Phần vào năm 1939-1940. Ông ta cho rằng quân Đức sẽ giành được một chiến thắng nhanh chóng trong vòng vài tháng và vì vậy không chuẩn bị những cơ sở vật chất dự phòng cho việc chiến tranh sẽ kéo dài đến mùa đông. Điều này cũng có nghĩa là quân Đức thiếu hụt áo ấm cũng như những chuẩn bị cần thiết cho một chiến dịch kéo dài khi họ bắt đầu cuộc chiến. Và việc cho rằng Liên Xô sẽ nhanh chóng đầu hàng cũng chính là sai lầm lớn của Hitler.

## Những căn cứ về binh lực

### Quân đội Đức Quốc xã
|                          | 1/9/1939 | 1/5/1940 | 1/6/1941 |
| ------------------------ | -------- | -------- | -------- |
| Tổng số sư đoàn          | 103      | 156      | 214      |
| Số sư đoàn cơ giới       | 8        | 10       | 21       |
| Số sư đoàn xe tăng       | 8        | 8        | 14       |
| Xe tăng và xe thiết giáp | 3.200    | 3.387    | 5.640    |
| Máy bay quân sự          | 4.404    | 5.900    | 10.000   |

#### Không quân
Những chiếc máy bay của Không quân Đức cũng gặp phải nhiều vấn đề. Ngoại trừ mẫu Messerschmitt Bf 109 tân tiến, những mẫu máy bay còn lại cũng chưa đạt được yêu cầu của cuộc chiến. Mẫu máy bay ném bom Ju-87 Stuka nổi tiếng thật ra chỉ hoạt động hiệu quả trước những đối thủ có hệ thống phòng không yếu kém. Tầm hoạt động và khả năng chứa bom của các mẫu máy bay ném bom chủ lực Dornier-17 và Ju-88 tỏ ra không tương xứng trong cuộc oanh kích nước Anh năm 1941. Mẫu máy bay vận tải Ju-52 mặc dù rất bền bỉ và linh hoạt nhưng lại bị hạn chế nhiều về sức chứa và tầm bay. Thêm nữa không quân Đức đã bị thiệt hại khá nặng sau những trận chiến tại Anh và cuộc tấn công đảo Crete; 146 máy bay Ju-52 đã bị bắn hạ và 150 chiếc khác bị bắn hỏng rất nặng. Thực chất lực lượng Luftwaffe lừng danh chỉ thích hợp với những nhiệm vụ ném bom chiến thuật ngắn hạn chứ không phải ném bom chiến lược lâu dài; và rõ ràng họ rất khó duy trì ưu thế tại những vùng trời xa xôi và lạ lẫm của miền Tây nước Nga.

### Quân đội Liên Xô
|                                      | 1/1/1939 | 22/6/1941 | % tăng trưởng |
| ------------------------------------ | -------- | --------- | ------------- |
| Số lượng sư đoàn (tính theo quân số) | 131,5    | 316,5     | 140,7         |
| Quân số                              | 2485000  | 5774000   | 132,4         |
| Pháo và súng cối                     | 55800    | 117600    | 110,7         |
| Xe tăng và xe thiết giáp             | 21100    | 25700     | 21,8          |
| Máy bay các loại                     | 7700     | 18700     | 142,8         |

#### Huấn luyện và chỉ huy
Ưu thế về số lượng vũ khí và trang bị của quân đội Xô Viết không thể nào bù nổi sự yếu kém về huấn luyện và tình trạng sẵn sàng chiến đấu như các đối thủ Đức Quốc xã của họ. Nhiều sĩ quan chỉ huy cấp sư đoàn và các sĩ quan cấp cao khác đã chết oan trong cuộc Đại thanh trừng của Stalin (1936-1938). Trong số những cán bộ, sĩ quan bị bắt, chỉ có 15% được phục chức vì nhu cầu chiến tranh; trong số 90 tướng lãnh bị bắt, chỉ có sáu người được thả ngay trước khi cuộc chiến bùng nổ; và trong số 57 sĩ quan chỉ huy cấp quân đoàn bị bắt thì chỉ có bảy người được trở lại quân ngũ; trong số 180 sĩ quan chỉ huy cấp sư đoàn thì chỉ có 36 người được phục hồi chức vụ. Trong số 75000-80000 cán bộ Hồng quân, 30.000 người đã bị xử tù, nhiều người bị tử hình hoặc chết trong tù, và một số lớn hơn bị đưa đến vùng Siberia. Thay thế họ là những người được Berya và Yezov coi là "đáng tin cậy về chính trị". Trong số đó có ba trong số năm Nguyên soái Liên Xô thời trước chiến tranh, toàn bộ 11 Phó ủy viên nhân dân phụ trách Quốc phòng, 14 trong số 16 chỉ huy cao cấp, 60 trong số 67 chỉ huy cấp quân đoàn, 136 trong số 139 chỉ huy cấp sư đoàn, 221 trong số 397 chỉ huy cấp lữ đoàn, và 50% số chỉ huy cấp trung đoàn. Ngoài ra còn có 10000 sĩ quan bị sa thải do những vi phạm có tính phẩm chất. Thế chỗ họ là những sĩ quan trẻ hơn và cũng non kém hơn về kinh nghiệm; ví dụ cho tới tháng 6 năm 1941 có tới 75% cán bộ của Hồng quân có thâm niên giữ chức vụ không quá 1 năm. Độ tuổi trung bình của số sĩ quan chỉ huy cấp quân đoàn của Hồng quân trẻ hơn 12 năm so với độ tuổi trung bình của các sĩ quan chỉ huy cấp sư đoàn Đức. Các sĩ quan non kém này thiếu hẳn sự huấn luyện cần thiết cho công tác, tự bản thân họ cũng có cảm giác như bị ép nhận những chức vụ mà bản thân cấp hàm cũng như kinh nghiệm của mình không đủ để đảm đương nó.
Hơn nữa, mặc dù Chiến thuật thọc sâu nổi danh của Nguyên soái Tukhachevsky trên danh nghĩa vẫn được xem là một học thuyết chính của Hồng quân Liên Xô, nhưng sau khi ông bị xử tử thì số phận của học thuyết này cũng trở nên u ám. Nhiều tác phẩm của ông bị đốt bỏ và bị cấm lưu hành.
Cuộc Đại thanh trừng cũng để lại một hậu quả nghiêm trọng trong tư tưởng của các cán bộ, sĩ quân Hồng quân: họ hiểu rằng việc nêu lên những ý kiến độc lập và trái chiều chỉ dẫn đến hậu quả thiệt thân. Vì vậy phần lớn những cán bộ, sĩ quan chỉ máy móc áp dụng các kiến thức trong sách vở bất chấp sự biến động của tình hình thực tế; những sĩ quan dám mạo hiểm đề xuất và áp dụng những sáng kiến mới như G. K. Zhukov chỉ là thiểu số. Trên thực tế, sau cuộc chiến tranh với Nhật Bản và Phần Lan những năm 1938-1940, một nhóm nhỏ những cán bộ sĩ quan Hồng quân có năng lực đã bắt đầu nổi trội lên, nhưng nhìn chung kinh nghiệm và cả sự tự tin của họ không thể nào bì được với các sĩ quan chỉ huy của Wehrmacht.

#### Lục quân
Xét về một khía cạnh nào đó, ưu thế về số lượng của quân đội Xô Viết phải nói là rất đáng kể. Quân Liên Xô có 23.106 xe tăng, và trong đó 12.782 chiếc đang ở năm quân khu ở phía Tây của đất nước (1/3 trong số đó trực tiếp hứng chịu cuộc tấn công xâm lược của Đức). Về phía Đức, Wehrmacht có tổng cộng 5.200 xe tăng, trong số đó 3.350 chiếc tham gia chiến dịch Barbarossa. Rõ ràng xét về số lượng thì Liên Xô trội hơn với ưu thế 4 chọi 1, tuy nhiên số lượng những xe tăng tân tiến như T-34 hay được trang bị vỏ giáp mạnh như KV-1 sẵn sàng chiến đầu thì không nhiều (1.861 chiếc được sản xuất tính đến ngày 22/6/1941). Những xe tăng này thậm chí chỉ chiếm 7,2% trong tổng số tăng thiết giáp Xô Viết. Về chất lượng, rõ ràng các xe tăng T-34 và KV-1 hoàn toàn vượt trội hơn hẳn so với tất các xe tăng Đức vào thời điểm đó; và chúng thật sự là cơn ác mộng đối với các vũ khí chống tăng của Đức. Tuy nhiên Hồng quân Liên Xô vẫn thiếu thốn các thiết bị liên lạc vô tuyến cần thiết cho chúng, khiến việc liên lạc và chỉ huy tác chiến rất khó khăn, có thể nói là gần như không thể. Các tổ lái thiếu hẳn sự huấn luyện, kinh nghiệm và phụ tùng sửa chữa để sử dụng hiệu quả các vũ khí mạnh này. Việc bảo trì cũng như tình trạng sẵn sàng chiến đấu của các xe tăng rất kém, đạn dược và hệ thống liên lạc vô tuyến không được cung ứng đầy đủ, và nhiều đơn vị còn không có lực lượng xe tải hậu cần sẵn sàng cung ứng nhiên liệu và đạn dược cho chúng. Số lượng quá ít cộng với những vấn đề về huấn luyện và hậu cần đã làm giảm thiểu sức mạnh của các vũ khí này.
Đồng thời, phần lớn các lực lượng tăng thiết giáp Xô Viết bị phân tán thành những đơn vị đồn trú các nhau có khi đến cả trăm cây số, và một phần lực lượng tăng thiết giáp lại nằm dưới quyền của các đơn vị bộ binh với mục đích dùng xe tăng hỗ trợ cho bộ binh tác chiến. Có thể nói các lực lượng tăng thiết giáp của Liên Xô bị phân tán cả về mặt địa lý và cả về mặt cấu trúc, chính điều này đã khiến việc tập hợp các lực lượng tăng thiết giáp thành một quả đấm mạnh cho những đòn tấn công thọc sâu và độc lập gần như là không thể.
Lục quân Liên Xô đã bị phân tán và ở trong tình trạng kém chuẩn bị, các đơn vị của nó thường bị chia tách và không được tập hợp lại với nhau trước trận đánh. Mặc dù Quân đội Liên Xô có trong tay một số pháo rất lớn và được thiết kế tốt, nhưng dự trữ đạn dược của một phần trong số pháo đó là rất ít. Các đơn vị pháo binh thường thiếu hẳn các phương tiện vận tải để di chuyển các khẩu pháo của họ. Pháo binh Liên Xô cũng thiếu hụt những công nghệ điều khiển bắn tiên tiến.. Các đơn vị xe tăng thì ít được trang bị tốt và cũng thiếu luôn sự huấn luyện cần thiết cũng như sự hỗ trợ về hậu cần. Sự bảo trì cũng rất kém. Các đội quân được tung vào trận mà không được sắp xếp, không được bổ sung đầy đủ đạn dược, nhiên liệu, quân trang quân dụng. Thông thường sau mỗi trận chiến, các đơn bị thường bị tiêu diệt hoặc hiệu quả chiến đấu bị sụt giảm trầm trọng. Trong thời gian này, Quân đội Liên Xô đang trong thời kỳ tổ chức lại các lực lượng tăng thiết giáp thành các quân đoàn lớn, điều này càng làm tăng thêm sự hỗn loạn và thiếu tổ chức trong quân đội vào thời kỳ dầu của cuộc chiến.

#### Không quân
Ưu thế số lượng máy bay cũng nghiêng về phía Liên Xô: về quy mô thì không quân Xô Viết có thể được xem là lớn nhất thế giới lúc đó với số lượng 9567 chiếc phi cơ chiến đấu. Tuy nhiên, đa số máy bay của Liên Xô rất cũ kỹ, lạc hậu, đã quá hạn sử dụng và không có hệ thống bộ đàm. Những nỗ lực chiến tranh của Liên Xô trong giai đoạn đầu tiên của cuộc Chiến tranh vệ quốc vĩ đại đã bị cản trở rất nghiêm trọng bởi sự thiếu hụt những máy bay kiểu mới. Rất nhiều máy bay của Không quân Xô Viết (Voenno-Vozdushnye Sily, VVS) là những loại cũ kỹ lỗi thời ví dụ như các máy bay hai tầng cánh Polikarpov I-15 và Polikarpov I-16. Năm 1941, các mẫu máy bay như MiG-3, LaGG-3 và Yak-1 chỉ vừa mới bắt đầu sản xuất, và các tính năng của nó thì vẫn thua xa các mẫu máy bay Đức như Messerschmitt Bf 109 và FW 190 khi chúng tham gia cuộc chiến tranh vào tháng 9 năm 1941. Chỉ một lượng nhỏ máy bay có trang bị những thiết bị liên lạc bằng sóng vô tuyến và những chiếc máy bay sẵn sàng hoạt động thì lại rất khó sử dụng (do phi công chưa tập luyện nhiều) và độ tin cậy không cao. Sự thể hiện yếu kém của Không quân Xô Viết trong cuộc chiến tranh Xô-Phần năm 1939 đã khiến không quân Đức (Luftwaffe) càng thêm chắc chắn về việc quân đội Liên Xô sẽ dễ dàng bị đánh bại. Việc huấn luyện gấp rút để đối phó với không quân Đức phải đến năm 1942 mới hoàn thành. Theo Chỉ thị số 0362 Bộ dân ủy Quốc phòng ngày 22 tháng 12 năm 1940, việc đào tạo phi công diễn ra hết sức gấp rút. Thậm chí đã có một điều không thể tin nổi là trong khi Không quân Xô Viết có 201 chiếc MiG-3 và 37 chiếc MiG-1 hoạt động được vào ngày 22 tháng 6 năm 1941 thì chỉ có 4 phi công đã được huấn luyện để sử dụng các máy bay này.
Phần lớn quân đội Xô Viết đang ở trong tình trạng thời bình. Điều này giải thích tại sao các đơn vị không quân Xô Viết lại để các máy bay nằm thành những cụm sát nhau trong một không gian chật hẹp thay vì phân tán chúng ra. Chính cách sắp xếp sai lầm đó đã khiến các máy bay này trở thành mục tiêu dễ bị tấn công bởi những trận không kích của không quân Đức (Luftwaffe) vào những ngày đầu của cuộc chiến. Thêm một điều tai hại nữa là ngay trước cuộc tấn công xâm lược, Không quân Xô Viết (VVS) không được phép bắn hạ bất cứ máy bay huấn luyện nào của Luftwaffe bất chấp những máy bay này đã xâm phạm không phận Liên Xô hàng trăm lần.
Không quân Xô Viết cũng bị ảnh hưởng bởi cuộc Đại thanh trừng. Nhiều cán bộ sĩ quan không quân của Liên Xô trở thành nạn nhân của nó và phần lớn những người thay thế họ đều thiếu kinh nghiệm. Vào thời điểm chiến dịch Barbarossa mở màn, nhiều phi công Xô Viết ở tiền tuyến chỉ từng lái máy bay có 4 tiếng đồng hồ. Hơn nữa, những cán bộ của không quân Xô Viết còn phải đối mặt với nội sợ hãi bị bắt giữ vì tội "phá hoại" khi những tai nạn máy bay xảy ra. Đã có ít nhất một kỹ sư không quân bị xử bắn khi một mẫu máy bay thử nghiệm bị rơi, và nhiều kỹ sư khác phải làm việc trong các "phòng thiết kế" nằm trong trại giam. Rõ ràng những sự "trừng phạt" như thế này không hề khuyến khích sự sáng tạo của người kỹ sư trong thiết kế. Đến mức vào ngày 12 tháng 4 năm 1941, trong một báo cáo gửi Stalin, Zhukov và Timoshenko đã phải phàn nàn là Không quân Xô Viết mất từ hai đến ba chiếc máy bay mỗi ngày do tai nạn, và họ đã yêu cầu Stalin thay thế một số sĩ quan cao cấp trong Không quân Xô Viết.

#### Đợt cải tổ gấp rút (1940-1941)
Tuy nhiên, trong cuộc Chiến tranh Xô-Phần (1939-1940) Hồng quân đã gặp phải những trải nghiệm khó nuốt trôi. Đồng thời, hiệu quả của chiến thuật chiến tranh chớp nhoáng (Blitzkrieg) mà người Đức áp dụng chống lại quân đội Pháp lại càng làm tăng thêm vị đắng cho những tổn thất ở Phần Lan. Liên Xô bắt đầu tiến hành cải tổ lại lực lượng quân sự của mình. Kliment Voroshilov bị Stalin chỉ trích nặng nề và bị loại khỏi chức Dân ủy Quốc phòng, thay vào đó là Nguyên soái S. K. Timoshenko. Timoshenko đã tiến hành loại bỏ những sĩ quan yếu kém về năng lực trong Hồng quân. Các cán bộ, sĩ quan bị thất sủng trong cuộc Đại thanh trừng nay được trọng dụng trở lại. Những người chứng tỏ được năng lực của mình trong cuộc chiến tranh với Phần Lan và Nhật Bản như Zhukov, Meretskov được cất nhắc. Những chính ủy đáng ghét từng gặp thời trong cuộc Đại thanh trừng, nay đã phải quay trở về vị trí của mình. Sự thống nhất trong bộ máy chỉ huy Xô Viết được phục hồi trở lại. Quyền hạn của các cán bộ sĩ quan Hồng quân được nới rộng như thời kỳ Sa hoàng. Những sự thay đổi đột ngột đó về lâu dài sẽ có lợi cho Hồng quân, nhưng trong một khoảng thời gian ngắn trước mắt nó đã gây ra sự xáo trộn và hỗn loạn lớn cho chính nó. Trong vòng tám tháng, Ban tham mưu Xô Viết đã ba lần thay đổi tham mưu trưởng. Sau đó một số sĩ quan có kinh nghiệm lại được điều đến Siberia nhằm đề phòng cuộc tấn công bất ngờ của quân Nhật và điều này lại gây thêm một sự xáo trộn lớn trong các đơn vị Hồng quân. Như đã nói, trong năm 1941 3/4 số cán bộ, sĩ quan Hồng quân chỉ mới nắm giữ chức vụ của mình chưa quá một năm.
Liên Xô bắt đầu học theo Đức và tổ chức phần lớn các lực lượng thiết giáp thành những sư đoàn và quân đoàn độc lập. Ngày 6 tháng 7 năm 1940, Hội đồng Bộ trưởng Liên Xô ra quyết định thành lập tám quân đoàn thiết giáp mới với quy mô lớn hơn một quân đoàn trước đó. Tháng 2/1941 Dân ủy Chiến tranh quyết định đưa 21 trong số 29 quân đoàn thiết giáp đi vào hoạt động. Một số sư đoàn thiết giáp và bộ binh cơ giới độc lập cũng được thiết lập. Tuy nhiên việc tái trang bị này chỉ vừa mới được tiến hành một phần khi chiến dịch Barbarossa bắt đầu,, và những cải tổ trong Hồng quân vẫn chịu nhiều sự bó buộc của các thế lực bảo thủ. Vì vậy số xe tăng này không đủ để biến các quân đoàn thiết giáp thành một sức mạnh có hệ thống và thậm chí không nhận được đầy đủ sự hỗ trợ cần thiết về hậu cần và huấn luyện.
Kết quả là, mặc dù xét trên các thông số nằm trên giấy tờ, năm 1941 lực lượng của Hồng quân ít nhất là ngang ngửa với đối thủ Đức Quốc xã, thực tế lại cho thấy điều ngược lại. Hệ thống chỉ huy kém tài năng cộng với sự thiếu hụt về trang bị, thiết hụt về lực lượng hậu cần được cơ giới hóa và thiếu hụt cả về huấn luyện đã đặt Quân đội Liên Xô vào một tình thế bất lợi hết sức trầm trọng.

## Đánh giá kết quả thực hiện kế hoạch

### Những sai lầm của Liên Xô
Không quân Xô Viết đã bị thiệt hại nặng nề trong năm 1941 do không được chuẩn bị để đối phó với cuộc tấn công bất ngờ của phát xít Đức. Ngay trong ngày chiến đấu đầu tiên, đã có đến 1.200 máy bay của Liên Xô bị thiêu cháy trên các sân bay và bị bắn rơi trong các trận không chiến. Trong khi đó, quân đội Đức Quốc xã năm 1941 là đội quân được huấn luyện tốt nhất và có nhiều kinh nghiệm tác chiến trên các chiến trường châu Âu và Bắc Phi. Giới quân sự các nước phe Trục đã xây dựng học thuyết cơ động tấn công để tiêu diệt đối phương dựa vào sự ưu việt của các phương tiện thông tin liên lạc vô tuyến để tổ chức tác chiến và họ giữ được sự tự tin sau những chiến thắng ở châu Âu với tổn thất rất nhỏ. Hầu hết các kế hoạch của Liên Xô đều cho rằng quân Đức sẽ không tấn công trước năm 1942: do phe Trục phải hoàn thiện về tổ chức mới có thể phát động tấn công nhưng không kiểm chứng được việc triển khai những vũ khí công phá và các binh đoàn đột kích đã sẵn sàng hành động.
Phần lớn quân đội Liên Xô ở châu Âu đóng tại những vùng đất trước đây thuộc Ba Lan, nơi địa hình ít hiểm trở, không thuận lợi cho việc phòng thủ, điều này khiến cho quân Liên Xô nhanh chóng bị tiêu diệt chỉ trong mấy tuần lễ đầu tiên. Thêm vào đó, Stalin còn buộc Semyon Timoshenko và Georgy Zhukov ra lệnh cho Hồng quân Xô Viết không được chủ động đáp trả các hành động tấn công và khiêu khích của Đức (thay vào đó họ phải đi con đường vòng vèo là báo cáo về Moskva, đợi lệnh cấp trên rồi mới phản công, chính việc này đã khiến các lực lượng Liên Xô trở thành miếng mồi ngon cho các đòn tấn công và hợp vây của Đức). Và những sai lầm của bộ máy quan liêu hành chính và những sĩ quan thiếu kinh nghiệm càng làm tình hình thêm tồi tệ.
Những sai lầm chiến thuật của Liên Xô trong vài tuần đầu của cuộc chiến đã đem lại những hậu quả thảm khốc cho Hồng quân Xô Viết. Ban đầu, Hồng quân bị đánh lừa bởi thái độ quá tự tin về khả năng của họ. Thay vì đánh chặn các sư đoàn thiết giáp Đức, các sư đoàn cơ giới của Liên Xô đã bị mai phục và bị tiêu diệt sau khi chịu những trận oanh kích của không quân Đức Luftwaffe. Các xe thiết giáp Liên Xô mà phần lớn trong số đó chỉ thuộc loại xe bọc thép yểm hộ bộ binh, được bảo trì hết sức kém cỏi và được điều khiển bởi những binh sĩ thiếu kinh nghiệm, vì vậy liên tục gặp phải hỏng hóc. Đồng thời việc thiếu hụt các phương tiện thay thế và các đoàn xe vận tải đã làm cho công tác hậu cần bị đổ vỡ. Quyết định không triển khai sớm xe tăng để yểm hộ bộ binh đã để lại hậu quả tai hại. Thiếu hụt xe tăng cũng như các phương tiện cơ giới, Hồng quân không thể tiến hành một cuộc chiến đấu cơ động với lực lượng Phát xít được.
Mệnh lệnh của Stalin cấm Hồng quân rút lui hoặc đầu hàng biến phòng tuyến của Hồng quân thành một chiến tuyến khô cứng và dễ bị quân Đức chọc thủng, cắt đứt các đường tiếp tế và bao vây một khối lớn quân Liên Xô. Hơn 2,4 triệu binh sĩ Hồng quân đã bị bắt tính đến tháng 12/1941, phần lớn họ đã bỏ mạng trước bệnh tật, đói kém và vì sự ngược đãi của quân Đức. Chỉ một thời gian sau đó thì Stalin mới cho phép Hồng quân rút lui, tái tổ chức để hình thành một trận tuyến phòng ngự có chiều sâu hoặc để phản kích.
Mặc dù những mục tiêu của chiến dịch Barbarossa đều không đạt được, những tổn thất khủng khiếp mà quân đội phát xít Đức gây ra cho Liên Xô đã khiến chính quyền Xô Viết thay đổi hẳn cách tuyên truyền. Trước chiến tranh, Hồng quân Liên Xô được tuyên truyền là đội quân rất hùng mạnh, nhưng đến mùa thu năm 1941 phía Liên Xô nói rằng Hồng quân đã trở nên thất thế, thời gian chuẩn bị cho chiến tranh không đủ và cuộc tấn công của Đức là một đòn bất ngờ.

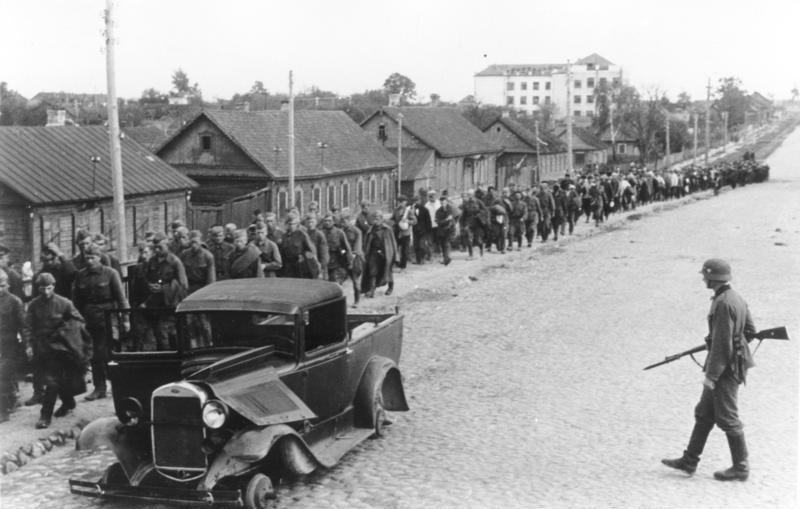
Những tù binh chiến tranh Liên Xô bị bắt gần Minsk đang bị giải về phía Tây.

Viktor Suvorov bày tỏ một ý kiến trong tác phẩm Icebreaker của mình. Những lực lượng lớn hơn và trang bị tốt hơn của Hồng quân - theo Suvorov - vốn đang chuẩn bị tung một đòn tấn công bất ngờ vào phe phát xít, mục tiêu là nguồn dự trữ dầu lửa của quân phát xít ở Romania. Suvorov cho rằng ngày 6 tháng 7 năm 1941 – hai tuần trễ hơn ngày bắt đầu chiến dịch Barbarossa – sẽ là ngày bắt đầu chiến dịch tấn công của Liên Xô (mang mật danh "bão tố"). Nhà sử học Nga Boris Sokolov, sau khi nghiên cứu các bản kế hoạch của Liên Xô trước chiến tranh, cũng kết luận là sau cuộc tấn công của quân Đức ngày 22 tháng 6, Hồng quân thực hiện những đợt phản công dựa theo sườn của các kế hoạch tấn công đã soạn thảo trước đó và những kế hoạch phòng ngự của Hồng quân sau đó, chỉ là những biện pháp ứng phó; vì vậy những thất bại ban đầu của Hồng quân rất khủng khiếp.
Thêm vào đó, việc Liên Xô xuất khẩu một lượng lớn nguyên liệu thô cho Đức theo những thỏa thuận kinh tế giữa hai quốc gia lúc đó đã đóng góp một phần rất quan trọng vào những chiến thắng ban đầu của Đức trong chiến dịch Barbarossa. Nếu không nhờ việc này, một số nguyên vật liệu quan trọng của Đức sẽ nhanh chóng cạn sạch trong vòng ba tháng rưỡi đầu của cuộc chiến, đặc biệt lượng lương thực và cao su dự trữ của Đức sẽ nhanh chóng trở về con số không chỉ trong vòng ngày đầu tiên của cuộc chiến:
| Sản phẩm xăng dầu | 912    | 1350 | 438    | 905  | -7     |
| Cao su            | 18.8   | 13.8 | -4.9   | 12.1 | -6.7   |
| Mangan            | 189.5  | 205  | 15.5   | 170  | -19.5  |
| Lương thực        | 1637.1 | 1381 | -256.1 | 761  | -876.1 |
| *Đơn vị: ngàn tấn |        |      |        |      |        |
Nếu Đức không nhập khẩu những nguyên/nhiên liệu chính trên từ Liên Xô, họ khó có thể tấn công Liên Xô, chứ chưa nói đến một cuộc tấn công có cường độ tiêu thụ cao hơn nguồn cung cấp và khó có thể nói đến thắng lợi của cuộc tấn công ấy.

### Những sai lầm của Đức
Mục tiêu cuối cùng của Chiến dịch Barbarossa vẫn chưa được hoàn thành. Mặc dù có những thành công ban đầu rất ấn tượng của quân đội Đức Quốc xã nhưng nỗ lực để đánh bại hoàn toàn Liên Xô trong một chiến dịch vẫn cứ thất bại. Nguyên nhân chính có thể được quy cho việc đánh giá thấp thực lực của Quân đội Liên Xô. Mặc dù thực tế cho thấy rằng trước khi chiến tranh tổng số và thành phần của Hồng quân đã được nước Đức xác định đúng và đầy đủ nhưng thiếu sót lớn nhất của cơ quan tình báo quân đội (Abwehr) là đánh giá không đúng quy mô lực lượng thiết giáp của Liên Xô.
Một tính toán sai lầm nghiêm trọng khác của nước Đức Quốc xã là đã đánh giá thấp khả năng động viên lực lượng quân sự của Liên Xô. Bởi trong tháng thứ ba của chiến tranh, người Đức dự kiến Hồng quân sẽ không thể tổ chức được quá 40 sư đoàn mới. Trong khi đó, Ban lãnh đạo của Liên Xô từ đầu mùa hè đã có thể huy động tổng cộng 324 sư đoàn (trong đó có 222 sư đoàn là quân thường trực từ trước). Sai lầm đó xuất phát từ sự thiếu chính xác và nhầm lẫn trong các tin tức thu được từ hoạt động của tình báo Đức. Bộ Tổng tham mưu của Đức cũng đã tính toán và kết luận rằng các lực lượng hiện có là không đủ.
Đặc biệt, tình hình vẫn khó khăn thêm khi chiến dịch mở rộng về phía Đông, quân đội Đức gặp phải các tuyến phòng thủ hình bậc thang. Đã có thể thấy rằng với sự phát triển thành công nhanh chóng của các hoạt động chiến dịch giống như một dòng sông ngày càng mở rộng về phía đông nên các lực lượng của Đức sẽ ngày càng giảm bớt mật độ và áp lực, sau khi đã giáng cho người Nga những đòn quyết định trên tuyến phòng thủ thứ nhất. Kiev-Minsk-hồ Chuskoiye.. Trong khi đó, Hồng quân đã bố trí trên những tuyến sông Tây Dvina và Dnepr một tuyến phòng thư bậc thang thứ hai để đón chặn Quân đội Đức Quốc xã. Đằng sau nó là bậc thang phòng thủ chiến lược thứ ba. Một bước cản trở quan trọng đối với kế hoạch "Barbarossa" là Trận Smolensk, trong đó quân đội Xô Viết, cho dù bị thua thiệt nặng, nhưng vẫn chặn đứng được bước tiến của đối phương sang phía đông.
Ngoài ra, do thực tế là các Cụm tập đoàn quân bị hút vào các hướng khác nhau tại Leningrad, Moskva và Kiev nên khó có thể duy trì sự phối hợp giữa chúng. Các chỉ huy cao cấp của Quân đội Đức Quốc xã đã phải tiến hành những hoạt động giới hạn để bảo vệ các cạnh sườn của cụm quân xung kich trọng tâm. Những hoạt động, mặc dù thành công nhưng đã dẫn đến việc mất thời gian và lãng phí nguồn lực cơ động của quân đội.
Cũng trong tháng 8 đã xuất hiện một câu hỏi về mục tiêu cần ưu tiên đánh chiếm: Leningrad, Moskva hay Rostov-on-Don. Việc chỉ đạo chiến lược tấn công đã tạo ra một sự "khủng hoảng về mệnh lệnh" trong cơ quan chỉ huy tối cao của Quân đội Đức Quốc xã. Cụm tập đoàn quân Bắc đã không chiếm được Leningrad. Cụm tập đoàn quân Nam đã không bảo vệ được sườn trái của họ (tập đoàn quân 6, 17 và tập đoàn quân xe tăng 1) và phải hủy bỏ kế hoạch đánh chiếm Kiev trong hành tiến. Đối phương của họ trên cánh phải của mặt trận Ukraina đã tổ chức phòng ngự theo đúng dự kiến trên tuyến Dniev và đã trụ lại được trên hướng Tây Nam và Nam của mặt trận. Và sau đó thì việc dồn các lực lượng chính cho Tập đoàn quân Trung tâm đánh chiếm Moskva đã để lỡ thời cơ và các sáng kiến có tính chiến lược. Và trong mùa thu năm 1941, các cấp chỉ huy quân đội Đức đã cố gắng tìm kiếm một chiến thắng trong Trận Moskva, 1941 với chiến dịch "Cơn bão lớn" để cứu vãn sự phá sản của kế hoạch Barbarossa. Chiến cục năm 1941 đã kết thúc với sự thất bại của Quân đội Đức Quốc xã tại khu vực trung tâm mặt trận ngay phía trước Moskva, ở Tikhvin trên sườn phía Bắc và ở Rostov trên sườn phía Nam của mặt trận.